# Геракл отнимает пояс у Ипполиты
«Геракл отнимает пояс у Ипполиты» («Геракл, отнимающий пояс у Ипполиты») — картина голландского художника Николауса Кнюпфера из собрания Государственного Эрмитажа.
Картина иллюстрирует девятый подвиг Геракла в изложении Аполлодора Афинского («Библиотека», кн. II, V: 9): арголидский царь Еврисфей поручил Гераклу достать пояс царицы амазонок Ипполиты. Ипполита была готова добровольно отдать свой пояс Гераклу, но Гера, приняв облик амазонки, спровоцировала бой, в котором Геракл убил Ипполиту. Изображён момент, когда Геракл уже настиг Ипполиту и хватает её.
Ведущий научный сотрудник отдела западноевропейского искусства Государственного Эрмитажа И. А. Соколова писала:

Жесты и движения этих персонажей отличаются редкой экспрессией. Глубокий колорит и мастерская светотень дополняют драматическую атмосферу сцены. Свойственное Н. Кнюпферу обострённое чувство цвета, яркого и насыщенного, проявляется в эрмитажной работе в изображении костюмов.

Ранняя история картины неизвестна, считается, что она была написана в 1640—1650-х годах. К 1885 году она уже находилась в собрании П. П. Семёнова-Тян-Шанского. В 1910 году эта картина в составе всей этой коллекции была выкуплена для Эрмитажа, куда поступила в 1914 году.
В собрании П. П. Семёнова картина значилась под названием «Авессалом препятствует бегству Фамари» и считалась иллюстрацией библейского сюжета (2Цар. 13:19—20). Под этим названием картина числилась в каталогах Эрмитажа вплоть до 2005 года. Первые сомнения в атрибуции сюжета высказал Ю. И. Кузнецов ещё в 1964 году: он обратил внимание на античный доспех воина и львиную шкуру и счёл, что эти детали мало согласуются с библейским сюжетом. Однако он же в своём обзоре голландской живописи, изданном в 1988 году, называет картину старым названием.
В 2005 году был опубликован каталог-резоне творчества Кнюпфера, составленный Дж. Сакстон; она предложила новое прочтение сюжета — «Геракл, отнимающий пояс у Ипполиты». В пользу её версии говорят детали композиции: львиная шкура на голове мужчины является шкурой немейского льва, убитого Гераклом при совершении своего первого подвига, и считается непременным художественным атрибутом Геракла. Женщина показана с одной обнажённой грудью — так было принято изображать амазонок. Атрибуция Сакстон была признана состоятельной и с этого времени картина значится в описях и каталогах Эрмитажа под своим нынешним названием.
Выставляется в здании Нового Эрмитажа в зале 250.